# Höja, Enköpings kommun
Höja är en herrgård i Gryta socken i Enköpings kommun.
Höja omtalas i dokument första gången 1220, då påven utfärdade ett skyddsbrev för prosten och kapitlet i Hagby socken ägde, varibland två jordlotter i Höja. År 1316 omnämns en landbo på jord tillhörig Gryta kyrka i Höja i förteckningen över vad hertig Valdemar uppburit av kyrkogodsen i Tiundaland. Gustav Arvidsson (Sparre av Vik) och svågern Håkan Magnusson (Magnus Marinassons ätt) bytte 1334 till sig jord i Höja. I de äldsta jordeböckerna är Höja ett mantal skatte. Till gården anges 1550 förutom god åker, äng, skog och mulbete även höra en kvarn samt fiskevatten. 
År 1553 överläts gården jämte annan jord som arv och eget till Gustav Vasa av dåvarande ägaren som dömts till döden för att ha sålt silver från Sala silvergruva, och han benådades därigenom. Höja förblev därefter kronojord fram till början av 1600-talet då Seved Svensson Ribbing bytte till sig den. Efter hans död ärvdes Höja av dottern Anna gift med ståthållaren i Stockholm Bo Gustafsson (Bååt) och därefter av deras dotter Anna gift med generalmajoren Johan Mauritz Wrangel af Lindeberg. Anna Bååt avled 1646 på Höja, så vid denna tid torde här ha funnits ståndsmässig bebyggelse här. Gården ärvdes därefter av hennes son översten Mauritz Fredrik Wrangel som dock sålde den till sin moster Görwel Bååt och hennes man Svante Larsson Sparre. Höja ärvdes av deras son Lars Svantesson Sparre och därefter av hans dotter Beata Märta Sparre gift med Claës Ulfsson Bonde. De båda sålde 1705 Höja till Anna Sofia Spens som redan 1707 sålde gården vidare till sin far generalen Jakob Spens. 
Släkten Spens kom att äga Höja ända fram till 1941. Under Jakob Spens tid uppfördes en herrgårdsanläggning med huvudbyggnader och flyglar med raka alléer upp mot gården. Höja kom att ärvas av sonen Carl Gustaf Spens, som omväxlande bodde här och på Grensholm som han ärvde efter sin äldre bror. Efter hans död ärvdes Höja av sonen lagmannen och kammarherren Jakob Spens, och efter hans död 1755 av sonen Carl Gustaf Spens, som lät upprusta och modernisera herrgården. Han bodde där endast tillfälligt, det verkar främst ha varit mor Charlotta Lillienstedt som hade Höja som sin bostad. Sedan modern avlidit 1793 användes inte Höja som bostad, men stod fullt möblerat och verkar ha använts för gäster på Salnecke slott, som han inköpte 1776. Höja kom efter Carl Gustafs död 1816 att ärvas av sonen Jakob Melker Spens. Han ägde även Salnecke slott och bodde till en början mest där men flyttade på 1820-talet till Höja. Jakob Melker Spens drabbades av lågkonjunktur för jordbruket, och 1821 försattes han i konkurs. År 1825 utauktionerades Höja och Salnecke och Höja köptes av handlaren i Uppsala Lars Gisslén. Jakob Melkers bror Carl Gustaf Spens lyckades dock köpa loss säteriet och en mindre del av jorden från Gisslén och överlät det på sin bror. Under Jakob Melkers tid revs mangårdens flyglar och ersattes av en ensam på östra sidan. Vid Jakob Melkers död 1849 ärvdes Höja av sonen Jakob Melker Spens, som gjorde militär karriär och slutade som överstelöjtnant. Efter sin pensionering kom han att intressera sig för Höja, anlade på 1880-talet ett tegelbruk och ett mejeri här, och lät även renovera herrgården. Jakob Melker avled barnlös på Höja 1902, och herrgården ärvdes av hans kusin Harald Spens. Han var aldrig bosatt här utan arrenderade ut Höja. År 1914 övertogs Höja av hans son översten Carl Spens. Släkten Spens sålde 1942 Höja till släkten Adlercreutz.